# Pitoma jabuka
Pitoma jabuka (lat. Malus domestica), biljna vrsta roda (jabuka) Malus iz porodice ružovki (Rosaceae).
Vrsta Malus domestica (domaća jabuka) dobivena je križanjem vrsta M. sylvestris (divlja jabuka), M. fusca (sin. Malus rivularis, Malus roemer), M. orientalis, M. sieversii i M. baccata.

## Opis biljke
Već u starom vijeku bila je dobro poznata velika vrijednost jabuke i njezino upotrebljavanje u ljekovite svrhe. Stablo Malus domestica pripada porodici Rosaceae. Ona je najrasprostranjenija voćka, a Karlo Veliki je naredio sadnju jabuka u njemačkim zemljama oko 800. godine, a oko 1600. godine bilo je poznato gotovo 200 sorti jabuka.
Iz vremena Starog Rima potječe uzrečica ab ovo usque ad mala, što znači od jajeta sve do jabuke. Tada je bilo uobičajeno obrok započeti jajetom, a završiti jabukom. Bila je vrlo cijenjena, zbog svoje arome, slatkoće, ali i ljepote.
Jabuka sadrži i do 90% vode, u kojoj su otopljene različite tvari te prolazi kroz želudac u roku od 15-20 minuta. Zato ju treba jesti prije obroka ili nekoliko sati poslije. Ako se jede s drugom hranom onda boravi u želucu i nekoliko sati.
Prema vremenu sazrijevanja razlikujemo rane ili ljetne, srednje rane ili jesenske, te kasne ili zimske jabuke.
Po obliku se dijele na okrugle, šiljate, plosnate, rebraste, bez rebara, s dubokom ili plitkom čašicom.
Dijele se i po boji i svojstvu pokožice ploda na crvene, žute, šarene, obojene kao mramor, odnosno, glatke, sjajne, hrapave, i masne jabuke.
Važniji sastojci u plodu: pektini (vrsta vlakna, najviše u voćnoj kori, s važnim mnogostrukim djelovanjem, naročito jer vežu i odstranjuju iz crijeva razne otrove te smanjuju štetni kolesterol, upijaju štetna zračenja, fagocitiraju, tj. zarobljuju patogene bakterije), karotenoidi (od onih vrsta koje djeluju kao antioksidansi, ali nisu provitamin A, tj. ne pretvaraju se u vitamin A), jabučna i druge organske kiseline, među kojima i elagična, klorogenična i kafeična; sadrži i brojne mineralne tvari, među kojima kalij, brom. Jabuke imaju cijeli niz svojstava, koje ni jedna druga voćka nema, a njen blagotvorni učinak je više puta znanstveno dokazan. Jabuka je korisna za dobar san, protiv kroničnog umora, visokog tlaka, vrtoglavice, pretilosti, glavobolje, migrene, proljeva, povraćanja, bolesti grla, opeklina, proširenih vena, opstipacije, išijasa i još mnogo drugih bolesti i stanja.

## Hrvatsko tržište jabuka
Prema stručnim procjenama proizvodnja jabuka u Hrvatskoj godišnje iznosi oko 40 000 tona. U domaćoj
proizvodnji najzastupljenija sorta je Idared, zatim slijede Jonagold, klonovi i Zlatni delišes. Gledajući prema sortama najviše se prodaje Idared, zatim slijede Zlatni delišes i Jonagold, te potom Granny Smith, Gloster te ostale jesenske sorte. Ljetne sorte jabuka (Gala i Elstar) prodaju se u manjim količinama. Potrošnja jabuke u Hrvatskoj iznosi oko 15 kilograma po stanovniku godišnje od čega oko 80% opada na tržišnu potrošnju. Prodaja jabuka je oko 52 tisuća tona godišnje odnosno oko 370 milijuna kuna godišnje. Jabuka se najviše troši u jesenskim i proljetnim mjesecima.

## Sorte

### Idared
Idared je američka sorta nastala 1935. godine križanjem sorti Jonathan i Wag(e)ner, a u proizvodnju je uvedena 1942. godine. Viosokoproduktivna je plantažna sorta i neosporno danas najpopularnija jabuka u Hrvatskoj! Zbog krupnog i lijepog ploda, dobrog okusa i neobiČno dugog skladistenja plodova, vrlo je cijenjena i nije ni čudo što u nas zauzima tako visoko mjesto.

### Granny Smith
Možda najprepoznatljivija od svih jabuka i sigurno jedna od najpoznatijih, Granny Smith jedan je od najslavnijih izvoznih proizvoda Australije. Otkrivena je u Australiji 60–ih godina 19. stoljeća kao slučajni sjemenjak na odlagalištu za otpad. Pretpostavlja se da je slučajni hibrid europske divlje i domaće jabuke. Gospođa Maria Ann Smith, koja ju je pronašla, otkrila je da je jabuka višenamjenska, odnosno odlična kako za kuhanje tako i za potrošnju u svježem stanju. Novu je sortu nazvala Granny Smith te je zaslužna za širenje njene popularnosti. Do 60-ih godina 20. stoljeća Granny Smith je postala praktički sinonim za jabuku. Ova pomalo neobična jabuka privlači oko svojom bojom trave, dugo se čuva, te ima svestranost, koju potrošači vole. Kod nas je poznata kao sorta za netipična jabučarska područja, poput Dalmacije, Istre i Baranje.

### Fuji Kiku
Fuji je zasigurno jedna od atraktivnijih modernih sorata jabuke. Njena je glavna osobina lijepi ružičasti mašak koji prekriva žutozelenu pozadinu. Kao što je i za očekivati Fuji dolazi iz Japana gdje je nastao 40 – ih godina 20. stoljeća, gdje je trenutačno jabuka broj jedan, ali zanimljivo, ima američko podrijetlo. Visokoproduktivna je plantažna sorta koja je u Europi prisutna tek desetak godina. Fuji je dobiven križanjem dobro poznate sorte Crveni Delišes i mnogo manje poznate Ralls Janet koja je vjerojatno razlog atraktivnog ružičastog preljeva.

### Jonagold
Jonagold je američka sorta nastala 40-ih godina prošlog stoljeća, i kao što ime kaže, dobivena je križanjem Zlatnog Delišesa i Jonathana. U proizvodnju je uvedena 1968. godine i od tada je postala vrlo popularna, posebno u Europi. Jonagold je najbolje od dviju sorata u jednoj.

### Crveni delišes
Crveni delišes jedna je od najpoznatijih američkih sorti jabuka. Ova skupina postiže zavidnu kakvoću ploda u agroekološkim uvjetima Slavonije i spada u vodeće svjetske sorte u strukturi proizvodnje. Crveni delišes i Zlatni delišes u samoj osnovi različite su sorte, iako dijele slično ime i određene zanimljivosti (obje su nastale u SAD-u krajem 19. st., imaju zanimljivu povijest, pripadaju slatkim sortama). Crveni delišes intenzivno se uzgaja u modernim nasadima i ima mnogo potomaka, od kojih je Fuji potencijalno najzanimljiviji.

### Gala Schniga
Ova izuzetno atraktivna jabuka dolazi s Novog Zelanda, a dobivena je križanjem sorata Zlatni delišes i Kidd’s Orange Red – vrlo obećavajući početak! Gala sjedinjuje moderno i tradicionalno roditeljstvo. Naime, Kidd’s Orande Red potomak je Cox’s Orange Pippina, staromodnog engleskog favorita i ne treba se profesionalno baviti ugojem jabuka kako bi se shvatilo da bi križanje Zlatnog delišesa i Cox’s Orange Pippinaa moglo rezultirati skladnim spojem slatkog okusa Zlatnog delišesa i bogatog i kompleksnog Coxovog okusa.

### Zlatni delišes
Eureka! Pronašao sam je! To su bile riječi Paula Starka iz rasadnika braće Stark, kada je zagrizao ovu jabuku u voćnjaku Andersona Mullinsa 1914. godine. I stvarno, pravo je zlato pronašao na brežuljcima Zapadne Virginije tog posebnog dana. “S ovom jabukom u ruci ne možete biti sigurni pijete li šampanjac ili jedete jabuku!“, oduševljeno je izjavio Stark. Od tada pa sve do danas, ova je jabuka stekla zavidnu popularnost među potrošačima te se uzgaja u svim glavnim, toplim uzgojnim područjima svijeta.

## Sinonimi
- Pyrus malus L.
- Pyrus malus var. mitis Wallr.

## Vanjske poveznice
|  | Zajednički poslužitelj ima stranicu o temi Malus domestica    |
|  | Zajednički poslužitelj ima još gradiva o temi Malus domestica |
|  | Wikivrste imaju podatke o taksonu Malus domestica             |
|  | Wječnik ima rječničku natuknicu jabuka                        |